# Brian McFadden
Brian Nicholas McFadden (Dublino, 12 aprile 1980) è un cantautore irlandese.

## Biografia
Brian Nicholas McFadden nasce il 12 aprile 1980 ad Artane, un sobborgo di Dublino, da Mairead e Brendan McFadden. Ha una sorella, Susan, di 3 anni minore.
Il 5 gennaio 2002 Brian sposa Kerry Katona, ex cantante del gruppo inglese Atomic Kitten, da cui ha due figlie, Molly (nata il 31 agosto 2001) e Lilly-Sue (nata il 3 febbraio 2003). Nel settembre 2004 la coppia annuncia la separazione, cui segue il divorzio nel dicembre 2006.
Brian è stato sentimentalmente legato alla cantante australiana Delta Goodrem.

### Gli inizi
Fin da piccolo, le sue passioni sono cantare e giocare a calcio. Con la sorella si iscrive alla Billie Barry Stage School, e si esibisce come attore nei maggiori teatri d'Irlanda. Ha anche un ruolo nella serie televisiva irlandese Finbar's Class, una commedia su un gruppo di teenager ambientata in una scuola.
Nel 1998 forma un gruppo di influenza pop e r'n'b chiamato Cartel insieme ad altri due ragazzi, Tim e Darragh, con i quali si esibisce con successo in vari pub di Dublino.

### Il successo con i Westlife
La svolta avviene quando Brian riesce ad entrare in contatto con Louis Walsh, allora manager dei Boyzone. Luis gli spiega che non è interessato ad un altro gruppo, ma lo invita ad entrare in una boy band conosciuta prima come I.O.U. e poi come Westside. Brian va a fare il provino con il suo amico Nicky, entrambi fanno colpo e finiscono a far parte del gruppo.
Qualche mese dopo il gruppo, che nel frattempo ha cambiato nome in Westlife, debutta alla numero 1 della classifica britannica con tutti e 7 i primi singoli pubblicati, record per cui entra nel Guinness dei primati. Anche l'ottavo singolo debutta bene, piazzandosi al secondo posto.
Durante la sua permanenza nel gruppo, Brian cambia la grafia del suo nome in Bryan, adducendo come motivo che ciò gli rende più semplice il firmare autografi, non dovendo staccare la penna dal foglio per scrivere la i.
Alcune canzoni apparse negli album dei Westlife portano anche la firma di Brian, come Fragile Heart (dall'album "Coast to Coast"), Bop bop baby, I wanna grow old with you, Love crime (dall'album "World of our own").
Con i Westlife, Brian vende più di 30 milioni di album, 7 milioni di singoli, ha 12 singoli alla numero 1 nella classifica britannica e riempie gli stadi di tutto il mondo.

### La carriera solista
Il 9 marzo 2004 Brian lascia i Westlife  per dedicarsi alla famiglia e ad altri progetti.
Nel settembre 2004 il suo primo singolo da solista, Real to me, debutta alla numero 1 nella classifica britannica e in altri paesi come Irlanda, Danimarca e Norvegia.
Qualche mese dopo esce il suo primo album, intitolato Irish son. Brian è coautore di tutte le canzoni dell'album, molte delle quali portano anche la firma di Guy Chambers, famoso per le numerose collaborazioni con Robbie Williams, cui peraltro Brian è stato da alcuni accostato per il fatto di aver lasciato una boy-band e iniziato una carriera solista più orientata al rock. Il video del secondo singolo Irish son, uscito nel novembre 2004, fa molto discutere, in quanto mostra una scuola dei Fratelli Cristiani a Dublino, e il testo della canzone lascia intendere che Brian abbia subito delle violenze in quella scuola, esprimendo una pesante critica verso il peso che la Chiesa cattolica esercita sulla società irlandese. Dopo le proteste e le accuse di lesione all'immagine avanzate dalla scuola ritratta nel video, che non è la stessa che Brian ha frequentato, la Sony BMG, etichetta che produce l'album, decide di ritirare il video .
Il video del quarto singolo Demons, per la regia di Howard Greenhalgh, esce nell'aprile 2005. Un anno e mezzo più tardi, il 30 settembre 2006, il network televisivo americano ABC ne presenta una nuova versione con delle scene tratte dal telefilm Lost, con lo scopo di promuovere il telefilm stesso.
Oltre a duettare con lei nel proprio album, Brian scrive altre canzoni insieme a Delta Goodrem per il suo album Mistaken Identity. In qualità di autore partecipa all'Eurovision Song Contest 2004, con la canzone If My World Stopped Turning interpretata da Chris Doran.
Nel 2006 duetta anche con LeAnn Rimes nella canzone Everybody's Someone, che fa parte del suo album Whatever We Wanna.
Il 20 aprile 2007 esce in Irlanda il singolo Like Only A Woman Can che precede l'uscita del secondo album Set In Stone, in vendita dal 21 aprile 2008, da cui sono stati estratti i singoli Everything But You e Twisted
Il 23 aprile 2010 esce il singolo Just Say So Duetto con il chitarrista/produttore Kevin Rudolf che precede l'uscita del Terzo album Wall of Soundz, anche in questo Album è presente un duetto con Delta Goodrem.

### Boyzlife
Dal 2016 si esibisce insieme al cantante di Boyzone Keith Duffy, creando così il duo rinominato Boyzlife. Il nome è dovuto dall'unione di Boyz, per la presenza di Duffy nei Boyzone, e Life, a causa del passato di McFadden nei Weslife. Nel corso dei concerti si esibiscono con hit delle rispettive boyband.
Nel 2020 hanno rilasciato il primo album come duo, chiamato No Strings Attached. Il 19 gennaio 2022 rilasciano il loro secondo album, dal titolo Old School.

## Discografia

### Album
| Anno | Titolo               | Chart positions       | Chart positions | Chart positions | Label       |
| Anno | Titolo               | Official Albums Chart | IRE             | AUS             | Label       |
| ---- | -------------------- | --------------------- | --------------- | --------------- | ----------- |
| 2004 | Irish Son            | 24                    | 6               | –               | Sony BMG    |
| 2008 | Set in Stone         | –                     | –               | 5               | BMF, Island |
| 2010 | Wall of Soundz       | –                     | –               | 27              | BMF, Island |
| 2013 | The Irish Connection | 51                    | 75              | 66              | BMF, Island |

### Singoli
| Anno | Titolo                                    | Miglior posizione in classifica | Miglior posizione in classifica | Miglior posizione in classifica | Album             |
| Anno | Titolo                                    | Regno Unito                     | Irlanda                         | Australia                       | Album             |
| ---- | ----------------------------------------- | ------------------------------- | ------------------------------- | ------------------------------- | ----------------- |
| 2004 | "Real To Me"                              | 1                               | 1                               | 54                              | Irish Son         |
| 2004 | "Irish Son"                               | 6                               | 2                               | 83                              | Irish Son         |
| 2005 | "Almost Here" [feat. Delta Goodrem]       | 3                               | 1                               | 1                               | Irish Son         |
| 2005 | "Demons"                                  | 28                              | 24                              | -                               | Irish Son         |
| 2006 | "Everybody's Someone" [feat. LeAnn Rimes] | 48                              | 27                              | -                               | Whatever We Wanna |